# Хайруллин, Марат Фанисович
Мара́т Фани́сович Хайру́ллин (род. 15 июля 1996, Волжск, Марий Эл) — российский хоккеист, нападающий СКА из КХЛ. Мастер спорта России (2023).

## Биография
Родился 15 июля 1996 года в Волжске. Воспитанник волжской (первый тренер И. В. Сидоров) и кирово-чепецкой хоккейных школ. С сезона 2010/2011 играл в юношеских составах клубов «Ариада-Акпарс» (Волжск) и «Олимпии» (Кирово-Чепецк). В 2014 году вошёл в основной состав «Олимпии» (МХЛ).
В сезоне 2015/2016 года перешёл в команду КХЛ «Нефтехимик» (Нижнекамск), в течение сезонов усиливая местный «Реактор» (МХЛ) и волжскую «Ариаду-НХ» (ВХЛ), также вошедшую в структуру «Нефтехимика». В сезоне 2022/2023 вошёл в состав петербургского СКА, с которым завоевал бронзовую медаль чемпионата России. 27 августа 2023 года избран капитаном СКА на сезон 2023/2024. 24 мая 2024 года продлил соглашение со СКА ещё на два года.
В 2015 году привлекался в состав молодёжной сборной России (U20), в том числе для игр CHL Canada Russia Series.
30 ноября 2024 года набрал 5 очков (3+2) в гостевом матче против «Амура» (7:5). Это был второй хет-трик Хайруллина в КХЛ. В этом же матче хет-трик сделал игрок «Амура» Алекс Гальченюк.

## Достижения
- Бронзовый призёр чемпионата России 2022/2023.